# Ellen Browning Scripps
Ellen Browning Scripps (18 d'octubre de 1836 – 3 d'agost del 1932) era una filantropa estatunidenca fundadora de diverses institucions del Sud de Califòrnia. Feu fortuna com a inversora de diversos diaris a l'oest;

## Orígens familiars
Ellen Browning Scripps va néixer el 18 d'octubre de 1836, South Molton St a la parròquia de St. George, Londres.:p.2 El seu pare, James Mogg Scripps (1803–73) fou el fill més jove de sis fills de l'editor londinenc William Armiger Scripps (1772–1851) i Mary Dixie (1771–1838).:p.14
:p.2
Fou aprenent de Charles Lewis, destacat enquadernador londinenc de qui aprengué l'ofici.:p.2
James es casà amb la seva cosina Elizabeth Sabey el 1829 amb qui tingué dos fills, dels quals només un arribà a l'edat adulta, Elizabeth Mary (1831-1914).:p.6 Elizabeth Sabey Scripps va morir l'endemà del seu últim part.:p.2 Dos anys més tard, James Mogg es casà amb Ellen Mary Saunders. Van tenir sis fills, cinc dels quals arribaren a l'edat adulta: James Edmund (1835-1906), Ellen Browning (1836-1932), William Arminger (1838-1914), George Henry (1839-1900) i John Mogg (1840–63).:p.2
Després de la fallida de la botiga d'enquadernació i la mort de la seva segona muller, James Mogg emigrà als Estats Units amb els seus sis fills l'abril de 1844.:p.2 S'establí a Rushville (Illinois), on la família Scripps posseïa una propietat.:p.3 James Mogg es casà amb la seva tercera muller Julia Osborn el novembre de 1844.:p.4 Van tenir cinc fills: Julia Anne (1847-1898), Thomas Osborn (1848-53), Frederick Tudor (1850-1936), Eliza Virginia (1852-1921), i Edward Wyllis o E. W. Scripps (1854-1926), el magnat i fundador de The E. W. Scripps Company.:p.4

## Joventut
Ellen Browning Scripps fou una nena amb un pensament imaginatiu i independent. Una entusiasta lectora, estudià llatí a l'escola elemental i ensenyà al seu germà petit E. W. recitant a Shakespeare, Tennyson i Scott.:p.7:p.8
Juntament amb els seus germans i germanes, Ellen va treballar en la granja familiar a Rushville. Duia la llet munyida de l'estable al celler i conduïa les oques joves perquè cap s'ofegués a l'estany.:p.4 Ellen ajudava a la seva madrastra a tenir cura de la casa. Cuinava, netejava, cosia i rentava la roba des dels deu anys fins que es traslladà a Detroit.:p.18

## Educació
Ellen Browning Scripps fou l'única dels seus sis germans que assistí a la universitat.:p.16 El 1856 va ser admesa al secció femenina del Knox College a Galesburg (Illinois).:p.19 Les dones estudiaven a classes separades dels homes i rebien certificats, més que diplomes. Es graduà el 1859 i retornà a Rushville on va treballar com a mestra en una escola d'una sola classe. Esdevingué la mestra més ben pagada del comtat, cobrant 50$ mensuals.:p.16 Ellen Browning rebé un Doctorat de Lletres al Knox College el 1911:p.16

## Periodista de diari
Mentre Ellen Browning estava a la universitat, el seu germà James Edmund havia esdevingut propietari i editor del Detroit Tribune. El 1865, James va convèncer Ellen per treballar com a editora de textos.:p.18 Després de cinc anys a Detroit, tornà a Rushville per tenir cura del seu pare malalt.
El 1873, un incendi destruí les oficines del Tribune, permetent a James i el seu germà William cobrar una assegurança.:p.21 Van reinvertir aquests diners i fundaren The Detroit Evening News, un diari curt, barat i políticament independent dirigit a la classe treballadora de la ciutat. Ellen va retornar a Detroit com a periodista i editora el 1873. Escrivia una columna diària, anomenada "Ellen Miscellany," que tractava notícies locals i nacionals. Segons Gerald Baldasty, "Les seves columnes de "Miscellany" i altres temes esdevenien la inspiració per a la Newspaper Enterprise Association, un servei de característiques de la notícia que Edward Scripps va establir el 1902."
Com a accionista, tingué un paper important en els consells de Scripps. Aconsellà empresarialment al seu germà Edward i s'alineà amb ell en les disputes financeres familiars. Aquest li donà crèdit salvant-la de la ruïna financera més d'un cop. Feu fortuna invertint en la seva creixent cadena de diaris a l'oest.

## Americans a l'estranger
El 1881, Ellen i E. W. viatjaren a Europa perquè aquest descansés de la feina i recuperés la salut.:p.53Prengueren el ferrocarril travessant França cap al mediterrani, creuant-lo amb vaixell fins a Algèria, més tard viatjaren al nord a Itàlia, Àustria, i Alemanya. Ellen va escriure cartes al The Detroit Evening News sobre els viatges, descrivint les seves impressions sobre les persones i llocs.
:p.78–83
Quan Ellen va retornar al seu treball al News, va trobar que ja no feia falta com a editora.:p.48 Inicià una dècada de viatges, pel Sud dels Estats Units, Nova Anglaterra, Cuba i Mèxic. Entre 1888-89 va fer un segon viatge a Europa que va incloure una visita a L'Exposició Universal de París (1889) i tres mesos a Espanya. Una dècada més tard, viatjà a França, Bèlgica i Anglaterra.:p.58:p.62

## Califòrnia
A principis del 1890s, Julia Anne, germana d'Ellen Browning es traslladà a Alameda, Califòrnia, per fugir dels rigorosos hiverns del mitjà Oest. Ben aviat, E.W. i Ellen compraren terres a San Diego i establiren el ranxo Miramar amb el seu germà Fred.:p.65 Ellen va viure a Miramar fins al 1897 quan va moure a un cabana al costat del mar que havia construït a La Jolla. El va anomenar South Moulton Villa pel nom del carrer on havia nascut.:p.66 Les seves germanes Annie i Virginia compartiren domicili. Annie era tranquil·la, neta, tímida i introvertida, mentre que Virginia era bulliciosa, atrevida i extravertida.:p.83 Les dues dones esdevenien ciutadanes prominents del poble costaner.

## Herència i donacions
Quan el seu germà George va morir, Ellen i E. W. heretaren les seves accions al The Detroit Evening News, causant una batalla de tres anys sobre la propietat.:p.72 Ellen va guanyar la demanda incrementant enormement la riquesa que ja havia acumulat.
Interessada per la ciència i l'educació, va donar la majoria de la seva fortuna al Scripps Institution of Oceanography, The Bishop's School a La Jolla, i el Scripps College a Claremont (Califòrnia). També finançà la construcció del La Jolla Women's Club, the La Jolla Recreational Center, Torrey Pines State Natural Reserve, i el Children's Pool de La Jolla la piscina dels nens, i fou una de les primeres promotores del Zoològic de San Diego. Després d'una estada en l'hospital a causa d'un maluc trencat, Ellen ajudà a fundar el Scripps Memorial Hospital i va finançar el Scripps Research Clinic. Aquestes organitzacions finalment esdevenien The Scripps Research Institute, i dos de les seus que conformen l'actual Scripps Health—Scripps Memorial Hospital La Jolla i Scripps Clinic.:p.86
La seva casa, dissenyada l'any 1915 per l'arquitecte modernista Irving Gill fou reconvertida en el Museum of Contemporary Art San Diego.

## Mort
Ellen Browning Scripps morí a la seva casa de La Jolla el 3 d'agost de 1932, poques setmanes abans del seu 96è aniversari.:p.112 Poc després, el diari d'economia Editor & Publisher elogià les seves contribucions al periodisme americà: "Moltes dones han contribuït, directament i indirectament, al desenvolupament de la premsa americana, però cap de forma més beneficiosa i influent com Ellen Browning Scripps." The New York Times, la va reconèixer com "una de les pioneres del periodisme americà modern." el seu obituari la descrigué com una dona que havia perfeccionat "l'art de vida" així com l'art de donar.

## Llegat
Scripps fou nominada i situada al Women's Hall of Fame el 2007 organitzat pel Museu de Califòrnia; la Comissió sobre l'Estatus de les Dones; el Women's Center de la Universitat de Califòrnia, San Diego ; i la San Diego State University Women's Studies
El 1933, la fundació Scripps donà més d'un miler d'aquarel·les de flors silverstres californianes executades per A. R. Valentien al San Diego Natural History Museum.
Aquestes institucions foren promogudes o finançades per Ellen Browning:
- Scripps Universitat Scripps College a Claremont (Califòrnia)
- Scripps Institució d'Oceanografia, Scripps Institution of Oceanography, UC San Diego, establerta el 1903, anteriorment denominada Marine Biological Association
- The Scripps Research Institute
- Scripps Aquarium, La Jolla (ara Birch Aquarium at Scripps Aquàrium de Bedoll a Scripps)
- The Bishop's School in La Jolla, CA
- Scripps Memorial Hospital
- Scripps Metabolic ClinicLa Jolla Woman's Club
- Torrey Pines State Reserve
- The Children's Pool, establerta el 1931

- Donacions a
  - Pomona CollegeKnox College
  - Cleveland College
  - Constantinople Women's College
  - San Diego State University (Scripps Cottage)
  - Ciutat de Rushville, Illinois
  - San Diego Museum Association
  - La Jolla Athenaeum Music & Arts Library
  - San Diego Society of Natural History
  - San Diego Museum of Man's Ancient Egypt
  - San Diego Zoo
  - YMCA i YWCA de San Diego
  - Community Welfare Building